# Michelozzo
 (janvier 2019).
Si vous disposez d'ouvrages ou d'articles de référence ou si vous connaissez des sites web de qualité traitant du thème abordé ici, merci de compléter l'article en donnant les références utiles à sa vérifiabilité et en les liant à la section « Notes et références ».
Michelozzo Michelozzi (Florence 1396 - 1472) (de son vrai nom Michelozzo di Bartolommeo Michelozzi), est un architecte et sculpteur florentin de la Renaissance.

## Biographie
Illustre architecte et sculpteur florentin, Michelozzo étudia le dessin et la sculpture auprès de Lorenzo Ghiberti puis, à partir des années 1420, collabora avec Donatello, dont il partageait l'atelier (jusqu'en 1433), et avec qui il réalisa, entre autres œuvres, le tombeau de l'anti-pape Jean XXIII (il sculpta notamment la statue de la Foi), la chaire extérieure du Sacro Cingolo de la cathédrale de Prato (1433) et le Tabernacle du Sacrement eucharistique (vers 1432). 
Il étudia l’architecture sous Brunelleschi qui le présenta à Cosme de Médicis (dit l'Ancien).
Cosme l'Ancien lui offrira un champ d'action privilégié : l'édification de son propre palais et la restructuration du vieux couvent dominicain et de la bibliothèque du couvent San Marco (première bibliothèque publique d'Europe).
L'élaboration du palais Médicis, en 1444, constitue encore aujourd'hui l'archétype du palais florentin, dans lequel il mêla étroitement le style gothique sobre florentin et les nouvelles tendances classiques, inspirées de l'Antiquité.
Après Brunelleschi, Michelozzi est ainsi considéré pour nombre d’experts comme « l’architecte de son temps le plus ingénieux dans l’art d’ordonner les distributions intérieures des palais, des couvents et des maisons »[réf. nécessaire].
En 1448, il construit la chapelle du crucifix de basilique San Miniato al Monte et le temple de marbre à l’antique de la Basilique della Santissima Annunziata qui, aujourd’hui encore, protège la fresque de l‘Annonciation, vénérée par les Florentins comme une image miraculeuse.
Vers 1450, il se voit confier avec Luca della Robbia la réalisation de studiolo, détruit en 1659.
Michelozzi est engagé, le 8 mai 1461, par la république de Raguse (Dubrovnik) afin de superviser les travaux de fortifications de la cité. Son apport se fait sentir surtout dans les casemates coniques et allongées de Minčeta, la principale tour défensive, qui sont considérées comme une innovation de Michelozzo, et précédent de vingt ans les casemates elliptiques réalisées à Rocca d’Ostie par Baccio Pontelli.
À la mort de Cosme, en 1464, Michelozzo, à la demande de son fils Pierre Ier de Médicis, dessina la chapelle de l’Annonciation.
Michelozzi mourut au faîte de sa gloire, et fut enterré dans l’église San Marco.

## Descendance
Son fils Niccolò (1447-1527) a été secrétaire de Laurent le Magnifique. Niccolò fut, en 1512, le successeur de Nicolas Machiavel comme secrétaire de la République florentine.
Un autre de ses fils, Bernardo Michelozzi, chanoine et humaniste a été le précepteur de Jean de Médicis, futur pape Léon X.

## Œuvres
- Villas médicéennes de Trebbio (1427-1433), de Cafaggiolo (1451) et de Careggi (1435-1440) ;
- Bibliothèque de San Giorgio Maggiore (1433) à Florence ;
- Le cloître et la bibliothèque du couvent San Marco (1436-1444) ;
- Le palais Medici-Riccardi (1444-1459) ;
- Restauration du Palazzo Vecchio (1453) ;
- Fortifications de la cité de Dubrovnik (1461) ;
- Monument funéraire de Bartolomeo Aragazzi, à la cathédrale de Montepulciano.